# Фильмография Белы Лугоши
Бела Ференц Дежё Блашко (венг. Blaskó Béla Ferenc Dezső; 20 октября 1882 — 16 августа 1956), более известный как Бела Лугоши (венг. Lugosi Béla) — венгерский, германский и американский актёр театра, кино, телевидения и радио, чья карьера охватывала пять десятилетий. Карьера актёра продолжалась 39 лет, стал известен после исполнения роли графа Дракулы в одноимённом фильме 1931 года и Игоря в фильме «Сын Франкенштейна» (1939), и ролям во многих других фильмах ужасов с 1931 по 1956 год. Он снялся в 11 немых фильмах, снятых на его родине в Венгрии в период 1917—1918 годов, 11 немых фильмах, снятых в Германии в 1920 году, 5 немых фильмах, снятых в Нью-Йорке в 1923—1926 годах, а затем переехал в Голливуд в 1928 году, где его кинокарьера пошла на взлёт.

## 1910-е годы
Здесь приводится список подтверждённых киноролей Белы Лугоши. Некоторые фильмы из различных источников с фильмографией актёра не были включены в нижеприведённый список, например, фильмы студии Star Film: «Казанова» (1918), «Лулу» (1918) и «Лили» (1917), в них во всех изначально было заявлено о участии Лугоши, но, очевидно, он был исключён из актёрского состава ещё до начала производства, так как в более поздних афишах и рекламных материалах его имени не было ни под одним из псевдонимов, а ни одна из рецензий современников на эти фильмы не упоминала Лугоши.
| Год  | Название                | Оригинальное название   | Роль                | Режиссёр      | Примечания | Источник    |
| ---- | ----------------------- | ----------------------- | ------------------- | ------------- | --- | ----------- |
| 1917 | Леони Лео               | Leoni Leo               | Леони Лео           | Альфред Деэши | Указан под псевдонимом Аристид Ольт (англ. Arisztid Olt). Премьера фильма состоялась в августе 1917 года.                                           | [ 6 ]       |
| 1917 | Бал-маскарад            | Álarcosbál              | Рене                | Альфред Деэши | Указан под псевдонимом Аристид Ольт. Предварительный показ состоялся в конце октября 1917 года, премьера состоялась 11 марта 1918 года.             | [ 6 ]       |
| 1917 | Каталина Радмирова      | Radmirov Katalin        | неизвестно          | Альфред Деэши | Премьера состоялась в конце октября 1917 года. Точно не известно, снимался ли Лугоши в этом фильме или нет.                                         | [ 6 ] [ 7 ] |
| 1917 | Король жизни            | Az Élet királya         | Лорд Гарри Уоттон   | Альфред Деэши | Указан под псевдонимом Аристид Ольт. | [ 6 ]       |
| 1917 | Искатель женских сердец | Asszonyszivek kalandora | Главный герой       | н/д           | Двухактный короткометражный художественный фильм, возможно, смонтированный из более раннего фильма.                                                 | [ 8 ]       |
| 1918 | Свадебная песня         | A Nászdal               | Пол Бертрам         | Альфред Деэши | Указан под псевдонимом Аристид Ольт. | [ 9 ]       |
| 1918 | Коллекционер древностей | A Régiséggyüjtö         | неизвестно          | н/д           | Указан под псевдонимом Аристид Ольт. Комедийная короткометражка. Предварительный показ состоялся 27 февраля 1918 года. Премьера 8 апреля 1918 года. | [ 9 ]       |
| 1918 | Весенняя буря           | Tavaszi vihar           | муж главной героини | Альфред Деэши | Указан под псевдонимом Аристид Ольт. Предварительный просмотр 28 февраля 1918 года, премьера 22 апреля 1918 года.                                   | [ 9 ]       |
| 1918 | Борьба за существование | Küzdelem a Létért       | Пал Орлей           | Альфред Деэши | Указан под псевдонимом Аристид Ольт. Предварительный просмотр 16 июля 1918 года, премьера 22 сентября 1918 года.                                    | [ 9 ]       |
| 1918 | 99                      | 99-es szamii berkocsi   | Детектив Уорд       | Майкл Кёртис  | Фильм также известен под названием Kilencvenkilenc. Предварительный просмотр 12 сентября 1918 года, премьера 8 ноября 1918 года.                    | [ 10 ]      |
| 1918 | Полковник               | Az ezredes              | Полковник           | Майкл Кёртис  | Премьера состоялась 30 декабря 1918 года. | [ 11 ]      |